# Таёжный клещ
Таёжный клещ (лат. Ixodes persulcatus) — один из широко распространённых видов рода Ixodes. Обычно является обитателем лесных стаций, но встречается также на лугах и в зарослях кустарников.

## Распространение
Ареал таёжного клеща в России находится в основном в пределах средней и южной подзон тайги. На западе он захватывает Московскую, Ленинградскую области, на севере — южные районы Карелии. В Поволжье южная граница проходит севернее 53° с. ш. (Ульяновская область, Самарская область севернее р. Самара). Ареал заходит в Белоруссию, Прибалтику, охватывает юго-восточное побережье Финляндии и некоторые другие районы севера Западной Европы; в более южных районах этот вид замещается другим видом,  Ixodes ricinus. 
На восток ареал таёжного клеща тянется до побережья Тихого океана, основная его часть располагается между 50 и 60° с. ш. (вдоль долин Оби и Лены заходит севернее, на Дальнем Востоке — существенно южнее, до южной границы Приморья и северо-востока Китая). Отдельные участки ареала охватывают юг Камчатки, южную и центральную часть острова Сахалин, южные Курильские острова, юг Японии, изолированные участки горных хребтов Центральной Азии.

## Питание
Данный вид — полифаг, он может питаться на многочисленных видах млекопитающих, птицах, рептилиях. Личинки и нимфы питаются на мышевидных грызунах, бурундуках, белках, зайцах и других мелких млекопитающих, а также на насекомоядных птицах. Клещи, как правило, не поднимаются на высоту более одного метра. Подстерегают подходящую жертву в траве вдоль лесных тропинок, дорог в течение 1—4 недель. При приближении жертвы клещ выбрасывает вперед две передние пары ног и, таким образом, зацепляясь, перемещается на тело хозяина. Затем клещи находят подходящий участок на коже жертвы и присасываются. 
Нападают на копытных, хищных зверей. На человека в основном нападают имаго, крайне редко — нимфы. Природными биотопами клещей рода Ixodes являются тайга, смешанные леса, ельники, колки в лесостепной зоне. В последние годы этих клещей обнаруживают в озеленённой зоне городов, на дачных участках, расположенных на окраинах городов, на кладбищах, в парках, рекреационных зонах населённых пунктов, куда они могут быть занесены птицами, грызунами, собаками и другими животными. Клещи могут нападать на домашних животных — собак, кошек. 

## Морфология
Таежный клещ, как и все иксодовые клещи, проходит в онтогенезе 4 морфологические фазы: яйцо и 3 активные фазы, разделенные линьками, — 2 неполовозрелые (преимагинальные), личиночную и нимфальную, и половозрелую, или взрослого клеща (имагинальную).
У взрослых клещей резко выражен половой диморфизм. Последний внешне особенно проявляется в сохранении твердого скелета туловища и редукции некоторых органов ротового аппарата у самца и, наоборот, редукции твердого скелета туловища и развития ротового аппарата у самки. Преобладающие по площади мягкие покровы туловища самки способны к значительному росту и растяжению при питании. Кроме этого, самка и самец отличаются строением наружного полового аппарата, а самка имеет орган Женэ, функционирующий во время откладки яиц. Половой диморфизм обусловлен способностью самки закрепляться на хозяине на длительный период, потреблять большие порции крови и давать огромную яйцепродукцию, тогда как самцы не питаются совсем или прикрепляются на короткий период и поглощают незначительную порцию крови. Обе неполовозрелые фазы — личинка и нимфа — кровососы. Половой диморфизм проявляется у них лишь в различиях размеров, что выявляется статистически.
Основные параметры особей таежного клеща на различных фазах онтогенеза
| Стадия      | Размеры, мм              | Паразитируют на хозяине                                 |
| ----------- | ------------------------ | ------------------------------------------------------- |
| Яйцо        | 0,0005                   | Нет                                                     |
| Личинка     | 0,8—0,9, сытая — до 1,4  | Да                                                      |
| Нимфа       | 1,3—1,7, сытая — до 3,2  | Да                                                      |
| Имаго самец | 2,2—2,8                  | Нет (иногда может присосаться на короткое время до 2 ч) |
| Имаго самка | 3,0—3,8, сытая — до 13,1 | Да                                                      |

## Размножение
В зависимости от условий развитие клещей может происходить в течение 2 или 3 лет. При трёхгодичном цикле каждый год клещи паразитируют на одной стадии развития, после чего наступает диапауза. В северных регионах развитие I. persulcatus может продолжаться до 4 лет. Полностью напитавшаяся самка откладывает до 10 000 яиц. Активность клещей проявляется уже при температуре 0,3—1 °C, при температуре свыше 20 °C клещи становятся менее активными. Зимуют все стадии развития в трещинах, в поверхностных слоях почвы, в лесной подстилке. Без пищи клещи могут выживать от 1 месяца до 3 лет. Срок развития преимагинальных стадий определяется температурой и относительной влажностью воздуха и колеблется от 2 до 20 недель. Максимальная активность половозрелых таёжных клещей проявляется в мае — июне, личинки появляются в середине лета. Голодные и напившиеся крови личинки зимуют. На следующий год к концу тёплого сезона появляются нимфы и взрослые особи. 

## Эпидемиология
У клещей нет глаз, но очень хорошее обоняние и терморецепторы. Клещи реагируют на тепло и запах пота животного или человека на расстоянии до 10 метров, этим и  объясняется скопление клещей у троп и дорог, по которым передвигаются животные и люди. Эпидемиологическое значение клещей этого вида велико. Клещи могут переносить болезнь Лайма, клещевой энцефалит, а также некоторые другие инфекционные заболевания.

## Естественные враги
Перепончатокрылые наездники:
1. Ixodiphagus hookeri
2. Ixodiphagus hirtus

## Ссылка
- Клещи (Acarina).